# Jo Jin-Mi
Jo Jin-Mi (n. 15 noiembrie 2004) este o săritoare în apă ce a reprezentat Coreea de Nord, medaliată olimpică. A participat la o ediție a Jocurilor Olimpice (2024) în care a câștigat o medalie de argint.

## Participări
Lista de mai jos prezintă principalele competiții la care a participat Jo Jin-Mi de-a lungul carierei.
- Sărituri în apă la Jocurile Olimpice de vară din 2024 - 10 metri platformă sincron (feminin)